# Nibra
Nibra es un corregimiento del distrito de Müna en la comarca Ngäbe-Buglé, República de Panamá. La localidad tiene 2.091 habitantes (2010).